# Naruto Shippuden: Ultimate Ninja Storm Generations

## Trama
Il videogioco, da considerarsi uno spin-off, narra le avventure di Naruto dagli inizi della storia fino allo scoppio della Quarta grande guerra ninja, giungendo circa a quanto narrato nel volume 54 del manga. Questa tesi può essere accreditata per la presenza della tecnica della "Tigre di mezzogiorno" di Gai Maito, il quale la utilizza per sconfiggere Kisame Hoshigaki infiltratosi all'interno dell'isola in cui si trovano le due forze portanti Naruto Uzumaki e Killer Bee. Inoltre, in questo gioco, Naruto ha la possibilità di utilizzare la modalità "chakra della Volpe". Tuttavia non è stato inserito il flashback di Kushina Uzumaki: in questo modo alcuni avvenimenti, come il metodo utilizzato da Naruto per ottenere il controllo del chakra della Volpe, non vengono spiegati. La presenza di Zabuza Momochi e di Haku all'interno della lista dei personaggi disponibili approfondisce alcuni punti della modalità storia che non erano stati inseriti in Naruto: Ultimate Ninja Storm.

## Ambiente di gioco
Il gioco, come i capitoli precedenti, mantiene l'ambientazione ed i personaggi ricostruiti in 3D, nonché la possibilità da parte dei giocatori di richiedere il supporto di alleati durante i combattimenti.

## Modalità
Sono state aggiunti, alla modalità storia e al gioco online, alcuni capitoli inediti:
1. La modalità storia è caratterizzata da capitoli, suddivisi nelle storie di dodici personaggi: Naruto Uzumaki, Sasuke Uchiha, Minato Namikaze, Itachi Uchiha, Madara Uchiha, Zabuza Momochi e Haku, Jiraiya, Gaara, Kakashi Hatake, Naruto Uzumaki giovane, e Killer Bee, ripercorsa però soltanto attraverso combattimenti e filmati.
2. È presente una modalità denominata "Torneo" (online o offline), dove un massimo di otto giocatori si possono affrontare in una lotta per il primo posto.
3. È possibile scegliere la regione d'origine dei giocatori con cui si vuole disputare un combattimento online.
4. È presente una nuova modalità "Allenamento", che permette di affinare le proprie abilità in combattimento. I parametri dell'allenamento sono completamente personalizzabili.
5. È presente una modalità "Sopravvivenza" dove si potranno affrontare vari combattimenti di seguito recuperando solo una parte della salute in base al tempo impiegato in un combattimento e non solo.

## Innovazioni
Sono state apportate alcune modifiche al gameplay:
1. la Tecnica della Sostituzione e la Difesa vengono attivate tramite un tasto specifico per ciascuna, (PS3/360) L2/LT: Tecnica della Sostituzione. (PS3/360) R2/RT: Difesa.
2. è stata inserita una barra, che limita le sostituzioni, divisa in quattro tacche, delle quali una sarà usata per ogni sostituzione. La barra viene ricaricata gradualmente quando terminiamo una combo, o quando subiamo qualsiasi tipo di danno.
3. è stata inserita la possibilità di interrompere le combo in atto, premendo in sequenza i tasti (PS3/360) Triangolo-Croce/Y-A potendo così iniziare una nuova serie di combo consumando Chakra, mentre in Modalità Allenamento questo non accade, diventando pressoché infinita.
4. è stata aggiunta la possibilità di effettuare combo aeree migliori e più spettacolari rispetto ai capitoli precedenti.
5. alcuni personaggi possiedono due tecniche supreme e, molti, diverse tecniche primarie, selezionabili prima dell'avvio del combattimento: Es. Sasuke Uchiha (Prima Serie) dispone delle Tecniche della Palla di Fuoco suprema e del Mille Falchi.
6. quando si utilizza la "Tecnica della Sostituzione", il personaggio ricompare ad una distanza maggiore dall'avversario, rispetto ai capitoli precedenti.
7. sarà possibile interrompere uno Scatto Ninja premendo il tasto della difesa R2\RT, evitando così di venire anticipati da attacchi avversari.
8. per bilanciare personaggi più deboli rispetto ad altri, è stato scelto di potenziare alcune delle loro caratteristiche, come la velocità o i parametri difensivi.
9. i video del gioco non sono più ricostruiti in 3D ma sono in stile anime, con contenuti speciali per oltre 65 minuti d'animazione.
10. è possibile personalizzare gli attrezzi ninja da utilizzare in battaglia.

## Personaggi giocabili
- Naruto Uzumaki (Arte del vento: Rasen shuriken/Rasengan a nove code)
- Naruto Uzumaki (Conferenza dei cinque Kage)
- Naruto Uzumaki (Modalità eremita)
- Mizukage: Mei Terumi
- Raikage: Ay
- Tsuchikage: Oonoki
- Sasuke Uchiha (Taka)
- Sasuke Uchiha (Conferenza dei cinque Kage)
- Sasuke Uchiha (Kirin/Vera lancia Mille Falchi)
- Sakura Haruno
- Sai
- Kakashi Hatake (Kamui/Taglio del fulmine: Doppia scossa)
- Yamato
- Danzo Shimura
- Tobi
- Karin
- Jugo
- Suigetsu Hozuki
- Neji Hyuga
- Rock Lee
- Tenten
- Gai Maito
- Tsunade
- Deidara
- Sasori
- Hidan
- Kakuzu
- Shikamaru Nara
- Choji Akimichi
- Ino Yamanaka
- Asuma Sarutobi
- Jiraiya
- Itachi Uchiha (Spada Totsuka/Tsukuyomi)
- Kisame Hoshigaki
- Konan
- Pain
- Kiba Inuzuka
- Shino Aburame
- Hinata Hyuga
- Il primo Hokage: Hashirama Senju
- Il secondo Hokage: Tobirama Senju
- Il terzo Hokage: Hiruzen Sarutobi
- Orochimaru
- Kabuto Yakushi
- Kabuto Yakushi (Mantello del serpente)
- Gaara Kazekage (Conferenza dei cinque Kage/Forza portante)
- Temari (Conferenza dei cinque Kage/Abiti quotidiani)
- Kankuro (Conferenza dei cinque Kage/Abiti quotidiani)
- Vecchia Chiyo
- Killer Bee
- Kakashi Hatake giovane
- Obito Uchiha
- Minato Namikaze (Jonin/Hokage)
- Uomo Mascherato
- Naruto Uzumaki giovane
- Sasuke Uchiha giovane (Secondo completo/Completo nero)
- Sakura Haruno giovane
- Neji Hyuga giovane
- Rock Lee giovane
- Tenten giovane
- Shikamaru Nara giovane (Completo da Chunin/Primo completo)
- Choji Akimichi giovane
- Ino Yamanaka giovane
- Kiba Inuzuka giovane
- Shino Aburame giovane
- Hinata Hyuga giovane
- Gaara della Sabbia giovane (Secondo completo/Primo completo)
- Temari giovane (Secondo completo/Primo completo)
- Kankuro giovane (Secondo completo/Primo completo)
- Kimimaro
- Haku (Normale/Maschera)
- Zabuza Momochi

### Personaggi di supporto
- Darui
- Cee
- Chojuro
- Ao
- Kurotsuchi
- Akatsuchi
- Fu
- Torune
- Kurenai Yuhi
- Anko Mitarashi
- Shizune
- Jirobo
- Kidomaru
- Sakon/Ukon
- Tayuya

## Accoglienza
La rivista Play Generation diede alla versione per PlayStation 3 un punteggio di 81/100, apprezzando la buona varietà di personaggi, la notevole realizzazione tecnica e l'online divertente e come contro la mancanza di novità rilevanti rispetto ai predecessori e la struttura di gioco troppo semplice, finendo per trovarlo un picchiaduro piuttosto semplicistico, che sarebbe piaciuto più agli appassionati dell'anime che ai fan più esigenti del genere.